# Malendea inermis
Malendea inermis är en insektsart som beskrevs av Rauno E. Linnavuori och Al-ne'amy 1983. Malendea inermis ingår i släktet Malendea och familjen dvärgstritar. Inga underarter finns listade i Catalogue of Life.